# Roadracing-VM 1955
| Klass   | Mästare individuellt      | Mästare konstruktörer |
| ------- | ------------------------- | --------------------- |
| 500GP   | Geoff Duke                | Gilera                |
| 350GP   | Bill Lomas                | Moto Guzzi            |
| 250GP   | Hermann Paul Müller (NSU) | MV Agusta             |
| 125GP   | Carlo Ubbiali             | MV Agusta             |
| Sidvagn | Willi Faust/Karl Remmert  | BMW                   |

Världsmästerskapen i Roadracing 1955 arrangerades av F.I.M. Säsongen bestod av åtta Grand Prix i fem klasser: 500cc, 350cc, 250cc, 125cc och Sidvagnar 500cc. Den inleddes 1 maj med Spaniens Grand Prix och avslutades med Nationernas Grand Prix i Italien den 4 september.

## 1955 års Grand Prix-kalender
| Omgång | Datum   | Grand Prix     | Bana               | Segrare 125cc | Segrare 250cc       | Segrare 350cc   | Segrare 500cc    | Segrare Sidvagn   |
| ------ | ------- | -------------- | ------------------ | ------------- | ------------------- | --------------- | ---------------- | ----------------- |
| 1      | 1/5     | Spanien        | Montjuïc           | Luigi Taveri  |                     |                 | Reg Armstrong    | Faust/Remmert     |
| 2      | 30/5    | Frankrike      | Reims-Gueux        | Carlo Ubbiali |                     | Duilio Agostini | Geoff Duke       |                   |
| 3      | 8-10/6  | Isle of Man TT | Mountain course a) | Carlo Ubbiali | Bill Lomas          | Bill Lomas      | Geoff Duke       | Schneider/Strauss |
| 4      | 26/6    | Västtyskland   | Nürburgring        | Carlo Ubbiali | Hermann Paul Müller | Bill Lomas      | Geoff Duke       | Faust/Remmert     |
| 5      | 3/7     | Belgien        | Spa                |               |                     | Bill Lomas      | Giuseppe Colnago | Noll/Cron         |
| 6      | 16/7    | TT Assen       | TT Circuit Assen   | Carlo Ubbiali | Luigi Taveri        | Ken Kavanagh    | Geoff Duke       | Faust/Remmert     |
| 7      | 11-13/8 | Ulster         | Dundrod Circuit    |               | John Surtees        | Bill Lomas      | Bill Lomas       |                   |
| 8      | 4/9     | Nationernas GP | Monza              | Carlo Ubbiali | Carlo Ubbiali       | Dickie Dale     | Umberto Masetti  | Noll / Cron       |

Anmärkningar:
a) 125GP, 250GP och sidvagnarna körde den 17 km långa Clypse Course istället för Mountain Course.

### Poängräkning
De sex främsta i varje race fick poäng enligt tabellen nedan. De fyra bästa resultaten räknades i mästerskapen för 125cc, 250cc och sidvagnarna, de fem bästa resultaten räknades för 350cc och 500cc.
| Plats | 1 | 2 | 3 | 4 | 5 | 6 |
| ----- | - | - | - | - | - | - |
| Poäng | 8 | 6 | 4 | 3 | 2 | 1 |

## 500GP
Geoff Duke tog hem sin sista VM-titel körande en Gilera.

### Delsegrare
| Bana        | Vinnare          | Märke      |
| ----------- | ---------------- | ---------- |
| Jarama      | Reg Armstrong    | Gilera     |
| Reims       | Geoff Duke       | Gilera     |
| Isle of Man | Geoff Duke       | Gilera     |
| Nürburgring | Geoff Duke       | Gilera     |
| Spa         | Giuseppe Colnago | Gilera     |
| Assen       | Geoff Duke       | Gilera     |
| Dundrod     | Bill Lomas       | Moto Guzzi |
| Monza       | Umberto Masetti  | MV Agusta  |

### Slutställning
| Plats | Förare           | Märke      | Poäng |
| ----- | ---------------- | ---------- | ----- |
| 1     | Geoff Duke       | Gilera     | 36    |
| 2     | Reg Armstrong    | Gilera     | 30    |
| 3     | Umberto Masetti  | MV Agusta  | 19    |
| 4     | Giuseppe Colnago | Gilera     | 13    |
| 5     | Carlo Bandirola  | MV Agusta  | 10    |
| 6     | Bill Lomas       | Moto Guzzi | 8     |
| 7=    | John Hartle      | Norton     | 6     |
| 7=    | Libero Liberati  | Gilera     | 6     |
| 7=    | Pierre Monneret  | Gilera     | 6     |
| 7=    | Walter Zeller    | BMW        | 6     |

## 350GP
Bill Lomas vann fyra av sju VM-deltävlingar, samt titeln på en Moto Guzzi.

### Delsegrare
| Bana        | Vinnare         | Märke      |
| ----------- | --------------- | ---------- |
| Reims       | Duilio Agostini | Moto Guzzi |
| Isle of Man | Bill Lomas      | Moto Guzzi |
| Nürburgring | Bill Lomas      | Moto Guzzi |
| Spa         | Bill Lomas      | Moto Guzzi |
| Assen       | Ken Kavanagh    | Moto Guzzi |
| Dundrod     | Bill Lomas      | Moto Guzzi |
| Monza       | Dickie Dale     | Moto Guzzi |

### Slutställning
| Plats | Förare         | Märke      | Poäng |
| ----- | -------------- | ---------- | ----- |
| 1     | Bill Lomas     | Moto Guzzi | 32    |
| 2     | Dickie Dale    | Moto Guzzi | 18    |
| 3     | August Hobl    | DKW        | 17    |
| 4     | Ken Kavanagh   | Moto Guzzi | 14    |
| 5     | Cecil Sandford | Moto Guzzi | 13    |
| 6     | John Surtees   | Norton     | 11    |